# کالنیکا
کالنیکا (به لاتین: Kalenica) یک کوه در لهستان است که در شهرستان جرژونگوف واقع شده‌است. کالنیکا ۹۶۴ متر بالاتر از سطح دریا واقع شده‌است.